# The Ultimate Fighter 21 Finale
The Ultimate Fighter: American Top Team vs. Blackzilians Finale（ジ・アルティメット・ファイター：アメリカン・トップ・チーム・バーサス・ブラックジリアンズ・フィナーレ、別名The Ultimate Fighter 21 Finale）は、アメリカ合衆国の総合格闘技団体「UFC」の大会の一つ。本大会はリアリティ番組「The Ultimate Fighter」シーズン21のフィナーレとして、2015年7月12日、ネバダ州ラスベガスのMGMグランド・ガーデン・アリーナで開催された。

## 大会概要
本大会ではThe Ultimate Fighter 21ウェルター級トーナメント決勝が行われ、 カマル・ウスマンが優勝を果たした。
元Invicta FCアトム級王者ミシェル・ウォーターソンがUFCデビュー。

## 試合結果

### アーリープレリム
第1試合 フライ級ワンマッチ 5分3R
○  ウィリー・ゲイツ vs.  ダレル・モンタギュー ×
1R 1:36 TKO（パウンド）

### プレリミナリーカード
第2試合 ウェルター級ワンマッチ 5分3R
○  ジョージ・サリヴァン vs.  ドミニク・ウォーターズ ×
3R終了 判定3-0（29-27、30-25、29-28）
第3試合 ミドル級ワンマッチ 5分3R
○  トレバー・スミス vs.  ダン・ミラー ×
3R終了 判定3-0（30-25、30-25、30-26）
第4試合 バンタム級ワンマッチ 5分3R
○  ジェロッド・サンダース vs.  ラッセル・ドーン ×
3R終了 判定3-0（29-28、30-27、29-28）
第5試合 ミドル級ワンマッチ 5分3R
○  ジョシュ・サマン vs.  カイオ・マガリャエス ×
1R 2:52 リアネイキドチョーク

### メインカード
第6試合 67.3kg契約ワンマッチ 5分3R
○  マキシモ・ブランコ vs.  マイク・デ・ラ・トーレ ×
1R 0:16 TKO（スタンドパンチ連打）
※ブランコの体重超過によりフェザー級から変更。
第7試合 女子ストロー級ワンマッチ 5分3R
○  ミシェル・ウォーターソン vs.  アンジェラ・マガーニャ ×
3R 2:38 リアネイキドチョーク
第8試合 ウェルター級ワンマッチ 5分3R
○  ホルヘ・マスヴィダル vs.  セザール・フェレイラ ×
1R 4:22 KO（肘打ち→パウンド）
第9試合 ウェルター級ワンマッチ 5分3R
○  マイケル・グレイブス vs.  ビセンテ・ルケ ×
3R終了 判定3-0（29-28、29-28、29-28）
第10試合 TUF 21ウェルター級トーナメント 決勝 5分3R
○  カマル・ウスマン vs.  ヘイダー・ハッサン ×
2R 1:19 肩固め
※ウスマンがトーナメント優勝。
第11試合 ウェルター級ワンマッチ 5分5R
○  スティーブン・トンプソン vs.  ジェイク・エレンバーガー ×
1R 4:29 KO（右バックスピンキック）

### 各賞
ファイト・オブ・ザ・ナイト： 該当者なし
パフォーマンス・オブ・ザ・ナイト： スティーブン・トンプソン、カマル・ウスマン、ホルヘ・マスヴィダル、ジョシュ・サマン
各選手にはボーナスとして5万ドルが支給された。

### カード変更
負傷などによるカードの変更は以下の通り。
- マルシオ・アレッシャンドリ → ドミニク・ウォーターズ（第2試合）